# Ordabassy Schymkent
Der FK Ordabassy Schymkent (kasachisch Ордабасы Шымкент Футбол Клубы/Ordabassy Schymkent Futbol Kluby; russisch Футбольный клуб Ордабасы Шымкент/Futbolny klub Ordabassy Schymkent) ist ein 2000 gegründeter Fußballverein aus dem kasachischen Schymkent. Hervorgegangen ist der Verein aus der Fusion zweier Klubs der Stadt. Den bisher größten Erfolg feierte Ordabassy mit dem Gewinn der Meisterschaft 2023. In den Jahren 2011 sowie 2022 wurde man Pokalsieger und 2012 Gewinner des kasachischen Supercups.

## Geschichte

### Gründung und Mittelmaß (2000–2010)
| Saison                                        | Platz | Tore  | Punkte |
| --------------------------------------------- | ----- | ----- | ------ |
| 2001                                          | 16    | 28:58 | 21     |
| 2002                                          | 03    | 47:28 | 42     |
| 2003                                          | 06    | 33:29 | 49     |
| 2004                                          | 14    | 37:43 | 40     |
| 2005                                          | 06    | 30:27 | 49     |
| 2006                                          | 13    | 29:36 | 32     |
| 2007                                          | 09    | 28:29 | 38     |
| 2008                                          | 12    | 25:44 | 30     |
| 2009                                          | 07    | 33:30 | 36     |
| 2010                                          | 08    | 37:34 | 45     |
| hellgrau: Spielzeiten in der Ersten Liga (II) |       |       |        |

Der Verein entstand 2000 unter dem Namen Dostyk Schymkent aus der Fusion zweier Schymkenter Vereine, Schiger Schymkent und Tomiris Schymkent. 2003 erfolgte die Umbenennung in Ordabassy Schymkent.
Schiger wurde 1960 als Jenbek Schymkent gegründet. Im nächsten Jahr wurde der Klub in Metallurg Schymkent umbenannt. 1981 erfolgte Umbenennung in Meliorator Schymkent und 1992 in Schiger.
1998 wurde Tomiris gegründet. Im Jahr 1999 lief das Team unter dem Namen Sintez Schymkent auf.
Nach der Saison 2001 stieg der Klub aus der Superliga in die Erste Liga ab, schaffte aber nach einem dritten Platz den sofortigen Wiederaufstieg. Im Jahr 2007 stand Ordabassy im Finale des kasachischen Pokals. Im Zentralstadion Taras erwies sich allerdings Tobol Qostanai nach einem 0:3 als die stärkere Mannschaft.

### Erfolge und internationales Debüt (seit 2012)
| Saison | Platz | Tore  | Punkte |
| ------ | ----- | ----- | ------ |
| 2011   | 06    | 41:36 | 39     |
| 2012   | 07    | 29:24 | 23     |
| 2013   | 05    | 33:37 | 27     |
| 2014   | 04    | 34:44 | 27     |
| 2015   | 04    | 32:31 | 29     |
| 2016   | 04    | 41:44 | 48     |
| 2017   | 03    | 44:37 | 58     |
| 2018   | 04    | 38:44 | 46     |
| 2019   | 03    | 52:24 | 65     |
| 2020   | 05    | 27:26 | 31     |
| 2021   | 05    | 36:35 | 38     |
| 2022   | 05    | 36:39 | 38     |
| 2023   | 01    | 48:21 | 58     |

Nachdem bereits die Saison 2011 auf einem guten sechsten Platz beendet wurde, konnte die Mannschaft im November zum ersten Mal in der Vereinsgeschichte den Gewinn des kasachischen Pokals feiern. Im Finale der Austragung 2011 im Zentralstadion Almaty schoss Muchtar Muchtarow den Siegtreffer zum 1:0-Endstand gegen Tobyl Qostanai und bescherte Ordabassy den bis dahin größten Erfolg in der Vereinsgeschichte.
Mit dem Pokalsieg im Vorjahr nahm Ordabassy an der Austragung des kasachischen Supercups 2012 teil. Am 6. März konnte hier schließlich der erste Gewinn des Supercups gefeiert werden. Dabei wurde der Meister des vergangenen Jahres, Schachtjor Qaraghandy, durch den Treffer des Kapitäns Qairat Äschirbekow mit 1:0 in der Astana Arena vor 12.000 Zuschauern besiegt. Als Pokalsieger hatte sich der Verein zudem für die Teilnahme an der UEFA Europa League qualifiziert. Beim Debüt auf internationaler Ebene traf man in der ersten Qualifikationsrunde auf den FK Jagodina aus Serbien. Nachdem die Mannschaft das Hinspiel für sich entscheiden konnte, reichte im Rückspiel ein 0:0-Unentschieden für das Erreichen der nächsten Runde. Hier musste man gegen den norwegischen Vertreter Rosenborg Trondheim antreten. Mit einer Gesamtbilanz von 3:4 Toren verpasste Ordabassy den Einzug in die nächste Runde nur knapp.
Danach dauerte es zehn Jahre, bis man 2022 mit dem Pokalsieg einen weiteren Titel erringen konnte. Im Finale wurde der Ligarivale Aqschajyq Oral mit 5:4 n. V. bezwungen. Ein Jahr später gewann der Verein dann auch erstmals die nationale Meisterschaft Kasachstans.

## Stadion
Seine Heimspiele trägt der Verein im 20.000 Zuschauer fassenden Kaschymukan-Munaitpassov-Stadion aus, das im Jahr 1969 eröffnet wurde.
Im Juni 2024 begann auf einem 21 ha großen Gelände im Stadtteil Bozaryk der Bau eines neuen Stadions als neue Heimat des FK Ordabassy Schymkent. Es soll Mitte 2026 fertiggestellt werden, 35.000 Plätze bieten und wäre somit, vor der Astana Arena mit 30.000 Plätzen, das größte Fußballstadion des Landes. Das Areal des Kaschymukan-Munaitpassov-Stadions soll in eine Sportstätte für Fußball und Leichtathletik umgewandelt werden.

## Europapokalbilanz
| Saison  | Wettbewerb                    | Runde                  | Gegner              | Gesamt          | Hin     | Rück          |
| ------- | ----------------------------- | ---------------------- | ------------------- | --------------- | ------- | ------------- |
| 2012/13 | UEFA Europa League            | 1. Qualifikationsrunde | FK Jagodina         | 1:0             | 1:0 (A) | 0:0 (H)       |
| 2012/13 | UEFA Europa League            | 2. Qualifikationsrunde | Rosenborg Trondheim | 3:4             | 2:2 (A) | 1:2 (H)       |
| 2015/16 | UEFA Europa League            | 1. Qualifikationsrunde | Beitar Jerusalem    | 1:2             | 0:0 (H) | 1:2 (A)       |
| 2016/17 | UEFA Europa League            | 1. Qualifikationsrunde | FK Čukarički        | 3:6             | 0:3 (A) | 3:3 (H)       |
| 2017/18 | UEFA Europa League            | 1. Qualifikationsrunde | NK Široki Brijeg    | 0:2             | 0:2 (A) | 0:0 (H)       |
| 2019/20 | UEFA Europa League            | 1. Qualifikationsrunde | Torpedo Kutaissi    | 3:0             | 1:0 (H) | 2:0 (A)       |
| 2019/20 | UEFA Europa League            | 2. Qualifikationsrunde | FK Mladá Boleslav   | 3:4             | 1:1 (A) | 2:3 (H)       |
| 2020/21 | UEFA Europa League            | 1. Qualifikationsrunde | FC Botoșani         | 1:2             | 1:2 (H) | 1:2 (H)       |
| 2023/24 | UEFA Europa Conference League | 2. Qualifikationsrunde | Legia Warschau      | 4:5             | 2:2 (H) | 2:3 (A)       |
| 2024/25 | UEFA Champions League         | 1. Qualifikationsrunde | Petrocub Hîncești   | 0:1             | 0:0 (H) | 0:1 (A)       |
| 2024/25 | UEFA Conference League        | 2. Qualifikationsrunde | FC Differdingen 03  | 4:4 (4:3 i. E.) | 0:1 (A) | 4:3 n. V. (H) |
| 2024/25 | UEFA Conference League        | 3. Qualifikationsrunde | FC Pjunik Jerewan   | 0:2             | 0:1 (H) | 0:1 (A)       |
| 2025/26 | UEFA Conference League        | 1. Qualifikationsrunde | FC Torpedo Kutaissi | 4:5             | 3:4 (A) | 1:1 (H)       |

Gesamtbilanz: 25 Spiele, 4 Siege, 9 Unentschieden, 12 Niederlagen, 27:37 Tore (Tordifferenz −10)
Stand: 17. Juli 2025

## Erfolge
- Kasachische Meisterschaft:
  - Meister: 2023
  - 3. Platz: 1994
- Kasachischer Pokal:
  - Sieger: 2011, 2022
  - Finalist: 2007, 2023
- Kasachischer Supercupsieger: 2012
  - Finalist: 2023, 2024

## Bekannte ehemalige Spieler
| Kasachstan - Renat Abdulin (2013) - Maxim Asowski (2009) - Älibek Böleschew (2009) - Witali Jewstignejew (2010–2011) - Aleksandr Kuchma (2009) - Alexander Mokin (1999–2001, 2007, 2009–2010) - Maxim Schalmaghambetow (2012) - Murat Sujumaghambetow (2002–2004, 2006) - Murat Tleschew (2007) | GUS und ehemalige Sowjetunion - Gogita Gogua (2016–2017) - Otar Martzwaladse (2016–2017) - Vadim Kharchenko (2004) - Alexander Karatajew (2006) - Baýramnyýaz Berdiýew (2005) - Kyrylo Kowaltschuk (2017–2019) - Oleksandr Mytrofanow (2010) - Alexander Heinrich (2015–2017) - Walerij Fomitschew (2017) - Dsmitry Parchatscheu (2009) | Europa - Preslaw Jordanow (2017) - Edin Junuzović (2013–2014, 2015–2016) - Hrvoje Spahija (2018) - Filip Kasalica (2016) - Danilo Belić (2013) - Vladimir Đilas (2012) - Nemanja Kojić (2018) - Ivan Perić (2011) - Branislav Trajković (2015–2016) - Ondřej Kúdela (2014) | Afrika - Baba Collins (2011–2013) - Mansour Guèye (2012–2013) - May Mahlangu (2019–2021) - Andrew Mwesigwa (2011–2014) | Amerika - Facundo Bertoglio (2018) - Freire (2014) - Vagner (2010–2011) - Roger Cañas (2017) |

## Bekannte ehemalige Trainer
- Wiktor Passulko (2011–2014)
- Kachaber Zchadadse (2018–2020)